# شهروندی
شهروندی را قالب پیشرفتهٔ «شهرنشینی» می‌دانند. به باور برخی از کارشناسان، شهرنشینان هنگامی که به حقوق یکدیگر احترام گذارده و به مسئولیت‌های خویش در قبال شهر و اجتماع عمل نمایند به «شهروند» ارتقاء یافته‌اند.

شهروندی تا پیش از این در حوزهٔ اجتماعی شهری بررسی می‌شد اما پس از آن شهروندی مفاهیم خود را به ایالت و کشور گسترش داده‌است، اگرچه امروزه بسیاری به شهروندی جهانی نیز می‌اندیشند.
شهروندی امروزه کاربردها و معانی مختلفی یافته‌است.
مفهوم شهروندي، در جوامع مختلف و در ادوار زمانی متفاوت دستخوش تغییراتی شده است. در اغلب این تعاریف، جنبه هاي حقوقی شـهروندي مورد تأکید قرار گرفته است. با این همه، تجربه شهروندي تنهـا متکـی بـه پایگاه حقوقی افراد نیست، بلکه به روابط بین افراد و گروه هاي اجتماعی نیــز بســتگی دارد.
هــر فــرد یــا گروهــی ممکــن اســت فشــار ها و محدودیت هایی را در اجراي نقش شهروندي خـویش تجربـه کنـد  ایـن فشارها و محدودیت ها نیز به سهم خود بـر هویـت افـراد و گـروه هـا و احساس تعلق و وابسـتگی  آنهـا بـه نظـام اجتمـاعی تـأثیر مـی گذارنـد . بدین ترتیب، شرایطی کـه یـک نظـام اجتمـاعی از آن برخـوردار اسـت، می تواند به زمینه احسـاس مشـترك میـان اعضـاي آن جامعـه  بـه عنـوان شهروند تبدیل شود و یا به  جدایی و کنار ماندن آنها بینجامد.

## ریشه‌شناسی
شهروندی در زبان فارسی از مشتقات شهر (city) است.

## شهروند و حقوق وی
حقوق شهروندی (به انگلیسی: Citizenship Rights) از جمله محورهای بسیار مهم و اساسی هر نظام و سیستم حقوقی در جهان است. در نظم و نظام حقوقی کشور ایران، اگر چه مصادیق آن شناسایی و تا حدی تعیین شده است، اما این اصطلاح همانند بسیاری از اصطلاحات حقوق عمومی به صورت جامع در منابع حقوقی یا از سوی قانون گذار تبیین نشده است. بر اساس جمع بندی از مجموع تعاریفی که در این زمینه ارائه شده و نیز برخی ملاحظات نظری تکمیلی،  می توان گفت حقوق شهروندی به عقیده نویسنده کتاب «جریان شناسی حقوق بشر و شهروندی» عبارت است از:
مجموعه ای از حقوق، اختیارات و امتیازات افراد یا گروهایی از مردم که با حکومت یک کشور دارای رابطه شهروندی (تابعیت) بوده و استیفا یا بهره مندی از تمام یا بخشی از آنها مشروط و مقید به انجام تکالیف شهروندی و التزام به قوانین و مقررات عمومی کشور مذکور است.
یک شهروند یک عضو رسمی یک شهر، ایالت یا کشور است. این دیدگاه، حقوق و مسئولیت‌هایی را به شهروند یادآور می‌شود که در قانون پیش‌بینی و تدوین شده‌است. از نظر حقوقی، جامعه نیازمند وجود مقرراتی است که روابط تجاری، اموال، مالکیت، شهرسازی، سیاسی و حتی مسائل خانوادگی را در نظر گرفته و سامان دهد. از این رو از دید شهری موضوع حقوق شهروندی، روابط مردم شهر، حقوق و تکالیف آنان در برابر یکدیگر و اصول و هدف‌ها و وظایف و روش انجام آن است. همچنین نحوه اداره امور شهر و کیفیت نظارت بر رشد هماهنگ شهر است که می‌توان به عنوان مهم‌ترین اصولی بدانیم که منشعب از حقوق اساسی کشور است.
در واقع حقوق شهروندی آمیخته‌ای است از وظایف و مسئولیت‌های شهروندان در قبال یکدیگر، شهر و دولت یا قوای حاکم و مملکت و همچنین حقوق و امتیازاتی که وظیفه تأمین آن حقوق بر عهدهٔ مدیران شهری (شهرداری)، دولت یا به‌طور کلی قوای حاکم می‌باشد.
به مجموعه این حقوق و مسئولیت‌ها، «حقوق شهروندی» گفته می‌شود.

## شهروندی پویا
شهروندی اشاره به زندگی روزمره، فعالیت‌های فردی و کسب و کار افراد اجتماع و همچنین فعالیت‌های اجتماعی ایشان دارد و به‌طور کلی مجموعه‌ای از رفتار و اعمال افراد در برابر مکان زندگی است. شهروندی پویا یا شهروندی فعال در واقع از این نگرش برخاسته‌است.
شهروندی از این منظر، مجموعه گسترده‌ای از فعالیت‌های فردی و اجتماعی است. فعالیت‌هایی که اگرچه فردی باشند اما برآیند آن‌ها به پیشرفت وضعیت اجتماعی کمک خواهد کرد. همچنین است مشارکتهای اقتصادی، خدمات عمومی، فعالیت‌های داوطلبانه و دیگر فعالیت‌های اجتماعی که در بهبود وضعیت زندگی همه شهروندان مؤثر خواهد افتاد. در واقع این نگاه ضمن اشاره به حقوق شهروندی مدون و قانونی در نگاه کلی‌تر به رفتارهای اجتماعی و اخلاقی می‌پردازد که اجتماع از شهروندان خود انتظار دارد. دریافت این مفاهیم شهروندی نیازمند فضایی مناسب برای گفتگو و مشارکت مردم با نقطه نظرات متفاوت و نظارت عمومی است.

## آموزش شهروندی
آموزش شهروندی به‌طور غیررسمی در خانه یا محل کار یا کارگاه‌های آموزشی یا به‌طور رسمی به صورت سرفصل درسی مجزا در مدارس و حتی مدارس ابتدایی یا به صورت رشته تحصیلی دانشگاهی در واقع به شهروندان می‌آموزد که چگونه یک شهروند فعال، آگاه و مسئولیت پذیر باشند. در واقع مبنای این آموزش‌ها پرورش یک شهروند نمونه یا شهروند خوب یا ارائه یک الگوی شهروندی نیست بلکه به آنان می‌آموزد که چگونه تصمیمات خود را با توجه به مسئولیت‌هایشان در قبال اجتماع و زندگی فردی خود اتخاذ نمایند.
تربیت شهروندی، یکی از فروع شهروندی است که با توجه به تحولات سریع اجتماعی، فناوری و سیاسی دوران معاصر، ازجمله دلمشغولی‌های برنامه‌ریزان و سیاستگذاران تعلیم و تربیت کشورهای جهان به‌شمار می‌آید. در کشورهای توسعه یافته مفاهیم شهروندی از دوران کودکی تا نوجوانی آموزش داده می‌شود و دولت نیز آموزش‌های لازم را در اختیار والدین و معلمان قرار می‌دهد.
در انگلیس از سال ۲۰۰۲ میلادی، آموزش شهروندی و آشنایی با آن به‌طور رسمی در برنامه درسی مدارس از سنین ۱۱ تا ۱۶ سالگی قرار گرفت. اهداف این آموزش‌ها عموماً موارد ذیل است:
- آشنایی با حقوق و مسئولیت‌های شهروندی
- بحث و بررسی دربارهٔ سرفصل‌ها و موضوعات مهم شهروندی
- فهم و شناخت جامعه و آشنایی با فعالیت‌های اجتماعی
- مشارکت فعال در یک برنامه اجتماعی یا گروهی[۷]

## حقوق مصرف‌کننده
امروزه به دلیل تنوع نیازها و تخصصی شدن مشاغل، افراد یک خانواده برای تأمین حداقل مایحتاج مصرفی خود نیازمند استفاده از کالاها و خدمات عرضه شده توسط دیگران هستند. از اینرو نیاز به کالاهای مصرفی و خدمات یک نیاز ضروری و اجتناب ناپذیر است که هرگونه اختلال در تولید و توزیع آن‌ها می‌تواند جامعه و مدیریت آن را به چالش بکشاند و علاوه بر زیان‌های مادی صدمات و زیان‌های معنوی را نیز متوجه مصرف‌کننده نماید.

## مفاهیم شهروندی
مفهوم حقوق بشر اغلب در کنار دو مفهوم «حقوق اساسی» و «حقوق شهروندی» مطرح می‌شود. این سه مفهوم، گاه مترادف جانشین یکدیگر به کار می‌روند اما در تفکیک مفهومی مرزهای ظریفی میان این مفاهیم سه‌گانه و دلالت موضوعی وجود دارد.
می‌توان گفت حقوق شهروندی آن بخش از حقوق اساسی است که در قانون اساسی هر کشوری شکل «ملی» به خود می‌گیرد و فقط شامل حال شهروندان همان کشور خاص می‌شود (مانند حق مشارکت سیاسی که ملهم از حقوق بشر در شکل نسبی آن است)
بسیاری بر این عقیده‌اند که قوانین موضوعه هر کشوری تأثیر مستقیم از مفهوم شهروندی و حقوق شهروندی می‌پذیرد.
بعضی شهروندی را در ابعاد اجتماعی، سیاسی و مدنی تقسیم‌بندی می‌کنند اما به نظر می‌رسد در دسته‌بندی کلی می‌توان شهروندی را در مسئولیت‌های فردی و اجتماعی شهروندان و همچنین مسئولیت‌های دولت در قبال شهروندان بررسی کرد. با نگاهی کلی در جوامع مختلف می‌توان بخشی از این مفاهیم مشترک را عنوان و تکمیل کرد.

### مسئولیت‌های اجتماعی
شهروندان به‌طور داوطلبانه امکانات خود را جهت کمک به پیشرفت و بهبود شهر به کار می‌گیرند. شهروندان فعال با توجه به تخصص و استعداد خود در سازمان‌ها و کمیته‌های محلی گوناگون نظیر انجمن اولیا و مربیان و سازمان‌های غیردولتی عضویت داشته و فعالیت می‌کنند. شرکت در نشست‌ها و اجتماعات شهری، حضور در محکمه‌های عمومی، هیئت منصفه یا هیئت‌های حل اختلاف، مشارکت در پروژه‌های اجتماعی برای پیشرفت جامعه و همچنین یافتن مشکلات و راه‌حل آن‌ها بسیار سودمند خواهد بود. صاحبنظران بر این عقیده‌اند که اجتماعات محلی، و نهادهای مردم محور می‌توانند با ارائه رفتارهای جدید و نهادینه ساختن آن‌ها در جوامع، نقش مؤثری در ایجاد و بازتولید مفهوم شهروندی ایفا نمایند.

### مسئولیت‌های فردی
- ر‌أی دادن:حق رأی در عین حالی که، از نظر بسیاری، از جمله مسئولیت‌های شهروندی محسوب می‌گردد اما در واقع یک امتیاز نیز می‌باشد. کسانی که رأی نمی‌دهند در واقع صدایشان در دولت شنیده نمی‌شود.[۱۱][۱۲]

قبل از هر رای‌گیری، اطلاعات مربوط به موضوع یا نامزدها باید به صورت شفاف به اطلاع شهروندان برسد.
- خدمت در ارتش: در زمان جنگ، هر مردی که توانایی بدنی دارد، برای جنگ فراخوانده می‌شود. در زمان صلح نیز به صورت خدمت اجباری سربازی یا داوطلبانه در نیروهای مسلح حاضر می‌شوند.

در بعضی ایالات یا مناطق محلی، ممکن است به افرادی فرمان داده شود تا در دستگیری مجرم‌ها یا برای برقراری صلح و امنیت یا اجرای یک فرمان به کلانتر کمک کنند.
- احترام به قانون و حقوق دیگران: هر شهروندی می‌بایست از قوانین اجتماع، ایالت و کشوری که در آنجا زندگی می‌کند، پیروی کند.

هر شهروندی می‌بایست به حقوق دیگران احترام بگذارد.
- پرداخت مالیات: هر شهروندی موظف به پرداخت مالیات بر درآمد و دیگر عوارض قانونی بر اساس درستکاری و راستی و به موقع می‌باشد.[۹]

### مسئولیت‌های دولت
از جمله مسئولیت‌های دولت، خرج نمودن مالیات و عوارض دریافتی توسط بخش‌های دولتی جهت ارائه خدمات زیر، به شهروندان است:
- - حفاظت از جان و مال و حقوق و امنیت شهروندان: توسط پلیس، آتش‌نشانی، امداد در حوادث و بلایای پیش بینی نشده، دادگاه و سامانه قضایی و نیروهای مسلح.
  - بهداشت و سلامتی: آب و غذای سالم، بازرسی از شیر و گوشت، نگهداری از بیمارستان‌ها.
  - آموزش: مدرسه‌ها و کتابخانه‌های عمومی.
  - نگهداری، تعمیر و ساخت جاده‌ها، بزرگراه‌ها و خیابان‌ها و راه‌آهن.
  - حفاظت و نگهبانی از منابع طبیعی، جنگل‌ها و محیط‌زیست.
  - حفاظت از پس‌اندازها، با بازرسی از بانک‌ها و ضمانت حساب‌های بانکی.
  - کمک و جبران خسارات: در موارد پیش‌بینی نشده مانند سیل، زلزله و خشکسالی.[۹]

## شهروندی در کشورهای گوناگون

### شهروندی در ایران
تا قبل از این در ایران، شهروندی تنها از منظر شهر و شهرنشینی مطرح می‌گردید و شهروندی رابطه متقابل یک شهرنشین با شهر و مدیران شهری و شهرداری دیده می‌شد و حقوق شهروندی را در گرو تصویب نقشه جامع شهر می‌دیدند.

اما استفاده از واژه شهروند و شهروندی یا حقوق شهروندی در سال‌های اخیر در میان حقوقدانان و مجامع قانونی و حقوقی دید جامعتری یافت. در سال ۸۳ قانونی با عنوان «احترام به آزادی‌های مشروع و حفظ حقوق شهروندی» به تصویب مجلس رسید و به نام «بخشنامه حقوق شهروندی» در قوه قضائیه، دستورکار واحدها گردید. رئوس مهم این قانون دربارهٔ نحوه بازداشت و بازجویی و منع شکنجه و رفتار با متهمان توسط ضابطین و مجریان قضایی بود.
کد فراگیر شماره‌ای اختصاصی است که داشتن آن برای تمامی اتباع خارجی اعم از اشخاص حقیقی و اشخاص حقوقی که در ایران حضور و فعالیت دارند بسیار لازم و ضروری است. چنانچه متقاضی دریافت کد فراگیر اتباع خارجی هستید در این نوشته با ما همراه باشید..
هر چند در سال‌های اخیر واژهٔ شهروند به جای تبعه در ایران به سرعت فراگیر شده و کاربرد عمومی پیدا کرده‌است اما برخی از صاحب نظران در امور مسائل حقوقی و زبانی هنوز هم به این عقیده‌اند که در جوامع چون ایران، تاجیکستان و افغانستان که تا هنوز اختلاف سطح توسعه در زمینه‌های اقتصادی، اجتماعی و فرهنگی میان شهر و روستا خیلی بزرگ است، کاربرد این واژه به جای تبعه در حقیقت تبعیض در مقابل روستاییان به‌شمار خواهد رفت. زیرا به آن‌ها شاید این تصور داده شود که آن‌ها مانند شهر نشینان اتباع متساوی الحقوق کشور به‌شمار نمی‌روند.
در ایران به کودکانی که یکی از والدین آن‌ها شهروند کشورهایی مانند افغانستان و پاکستان باشد با مشکل شهروندی روبرو هستند. سالانه ۱۲ هزار دختر ایرانی با اتباع بیگانه ازدواج می‌کنند. به استناد آمارهای منتشر شده ۳۳ هزار فرزند حاصل از ازدواج دختران مشهد با اتباع بیگانه بدون شناسنامه هستند.
قواعد تابعیت در قانون مدنی ایران آورده شده‌اند. جلد دوم قانون مدنی مصوب ۱۳۱۳ با اصلاحات بعدی، در شماری از مواد خود به شرایط کسب تابعیت ایرانی، سلب تابعیت و بازگشت به تابعیت اختصاص پیدا کرده‌است. ماده ۹۷۶ قانون مدنی کسانی را که ایرانی هستند برشمرده و ماده ۹۷۹ شرایطی را که بیگانگان می‌توانند به تابعیت ایرانی درآیند مقرر نموده‌است.
ماده ۹۷۹ اعلام می‌دارد:
«اشخاصی که دارای شرایط ذیل باشند می‌توانند تابعیت ایران را تحصیل کنند.
۱- به سن هجده سال تمام رسیده باشند.
۲- پنج سال اعم از متوالی یا متناوب در ایران ساکن بوده باشند.
۳- فراری از خدمت نظامی نباشند.
۴- در هیچ مملکتی به جنح مهم یا جنایت غیر‌سیاسی محکوم نشده باشند. در مورد فقره دوم این ماده مدت اقامت در خارجه برای خدمت دولت ایران در حکم اقامت در خاک ایران است.

## جریان شهروندی
جریان شهروندی، جریان فکری فرهنگی مدنی که با محوریت انسان و شهروند بر مبنای آموزه‌های حقوق بشر و شهروندی و آزادی‌های بنیادین و معیارهای انتخابات شفاف _آزاد و عادلانه موازای جریان فکری ناسیونالیسم و جریان فکری اسلامگرا با روش کنشگری مدنی تغییر برای تحقق دولت حقوقی فعالیت می‌کند. به باور این جریان در ایران سه جریان فکری «اسلام‌گرا»، «ناسیونالیسم» و «شهروندی» وجود دارد که روش کنش خود را برمبنای «محافظه‌کاری»، «اصلاح‌طلبی»، «مدنی تغییر» یا «براندازی» برگزیدند. جریان فکری «اسلام‌گرا» که از گروه‌ها و سازمان‌های مختلف و گاه معاند یکدیگر شکل می‌گیرد نظر به نحوه تعامل با نظام جمهوری اسلامی روش کنش‌گری «محافظه‌کاری»، «اصلاح‌طلبی» یا «براندازی» را برگزیدند حال‌آنکه جریان «ناسیونالیستی» بین دو روش «اصلاح‌طلبی» یا «براندازی» عمل می‌کند. جریان فکری «شهروندی» روش کنشگری «مدنی تغییر» را اختیار کرده است.
جریان شهروندی ، جریان انسان گرای شهروندی پس از اعتراضات دی ماه ۱۳۹۶ را مطرح گردید این نظریه دارای تعریف، اهداف، اصول، ارکان و دیدگاه‌های که با محوریت شهروند برمبنای حقوق بشر و شهروندی  آزادی‌های بنیادین و مسئولیت پذیری شهروندان استوار است.
جریان شهروندی، جریان تغییر که خواهان تغییر نظام فکری و اندیشه‌ها، نگرش‌ها و روش‌های برای تغییر وضعیت اقتصادی، اجتماعی، سیاسی، قانونگذاری و مدیریتی، حل بحران‌ها و بهبود اوضاع کشور و شهروندان ایرانی می‌باشد و براین باور است که شهروند‌گرایی تنها نظریه‌ای است که برخلاف رویکردهای نژادی، قومی، دینی، مذهبی، ناسیونالیستی، شونیستی و باستان‌گرایی می‌تواند همه شهروندان ایرانی را از هر جنسیت، نژاد، دین، مذهب، قومیت، زبان، فرهنگ، منطقه جغرافیایی، عقیده سیاسی و هر گروه اجتماعی را تحت پوشش خود گرد آورد و آنچنان فراگیر است که همه ایرانیان خود را دارای حقوق‌‌ و تکالیف یکسان و برابر، مطالبات و منافع خود را در آن مشاهده و در اداره کشور مشارکت و سهیم دانسته که برای تغییر در وضعیت اقتصادی، اجتماعی، سیاسی، قانونگذاری و مدیریتی، حل بحران‌ها و بهبود اوضاع کشور و شهروندان ایرانی برابر این تغییرات می‌داند.
جریان شهروندی هدف غایی خود را تحقق دولت حقوقی که مبشر تحقق حقوق بشر و شهروندی، قانون‌مداری، برابری، آزادی، تکثرگرایی، شایسته سالاری، عدالت اجتماعی، تعهد، شفافیت، تنوع، مطالبه‌گری، پاسخ‌گویی، صلح، توسعه، مدارا، بردباری، مهرورزی، نفی تبعیض، عدم خشونت، ارتقا مسئولیت‌پذیری شهروندان، رعایت حقوق زنان و کودکان و کرامت انسانی را در اعمال پروسه متکامل گام به گام روشنگری، توانمندسازی شهروندان، سازواری (ائتلاف) مدنی، فرمان مدنی، بازنگری همه جانبه قانون اساسی، انتخابات شفاف، آزاد و عادلانه، انتخاب و انتصاب مدیران توسعه یافته بشرح ذیل می‌داند.
جریان انسان گرای شهروندی به عنوان سومین جریان فکری به موازات جریان فکری ناسیونالیسم و جریان اسلام گرا در منطقه خاورمیانه و شمال افریقا برای پرورش انسان جدید و تحقق دولت انسان با تغییر گفتمان فکری و فرهنگی غالب در این منطقه از سنتی به انسان گرای شهروندی فعالیت می کند.

### شهروندی در افغانستان
در قانون اساسی افغانستان از واژه تبعه استفاده شده‌است.  از مهم‌ترین عوامل اخلال در روند شهروندی در افغانستان معاصر، جنگ‌سالاری، و نژادپرستی و قوم‌گرایی) نام برده می‌شود. جنگ‌سالاری در ۲۵۰ سال اخیر تاریخ افغانستان مبنای جامعه بوده‌است و هر گروهی که قدرت نظامی بیشتر داشته‌است از قدرت سیاسی برخوردار می‌شده‌است. 

### ایالات متحده آمریکا
حقوق شهروندی و آزادی مردم ایالات متحده آمریکا در منشور حقوق ایالات متحده آمریکا که در سال ۱۷۹۱ (میلادی) به قانون اساسی آن کشور الحاق گردید، مشخص و حراست شده‌است. مهم‌ترین حقوق شهروندی در ایالات متحده آمریکا بر اساس این منشور عبارتند از:
- متمم یکم: آزادی مذهب و آزادی بیان
- متمم دوم: آزادی مالکیت و حمل اسلحه
- متمم سوم: حراست از مالکیت مسکن افراد در زمان صلح و جنگ
- متمم چهارم: حق امنیت جان، مسکن و مالکیت افراد در برابر تفتیش و توقیف
- متمم پنجم تا هشتم: دادرسی، محاکمه و مجازات عادلانه
- متمم نهم: منحصر نشدن حقوق و آزادی افراد به موارد بیان شده
- متمم دهم: محفوظ داشتن اختیاراتی که به موجب قانون اساسی به دولت فدرال اعطا نگردیده یا برای ایالت‌ها ممنوع نشده، برای ایالت‌ها یا مردم.

متمم یازدهم: رعایت حقوق حرف زدن در چهار چوب قوانین مدنی